# Școala Odenwald

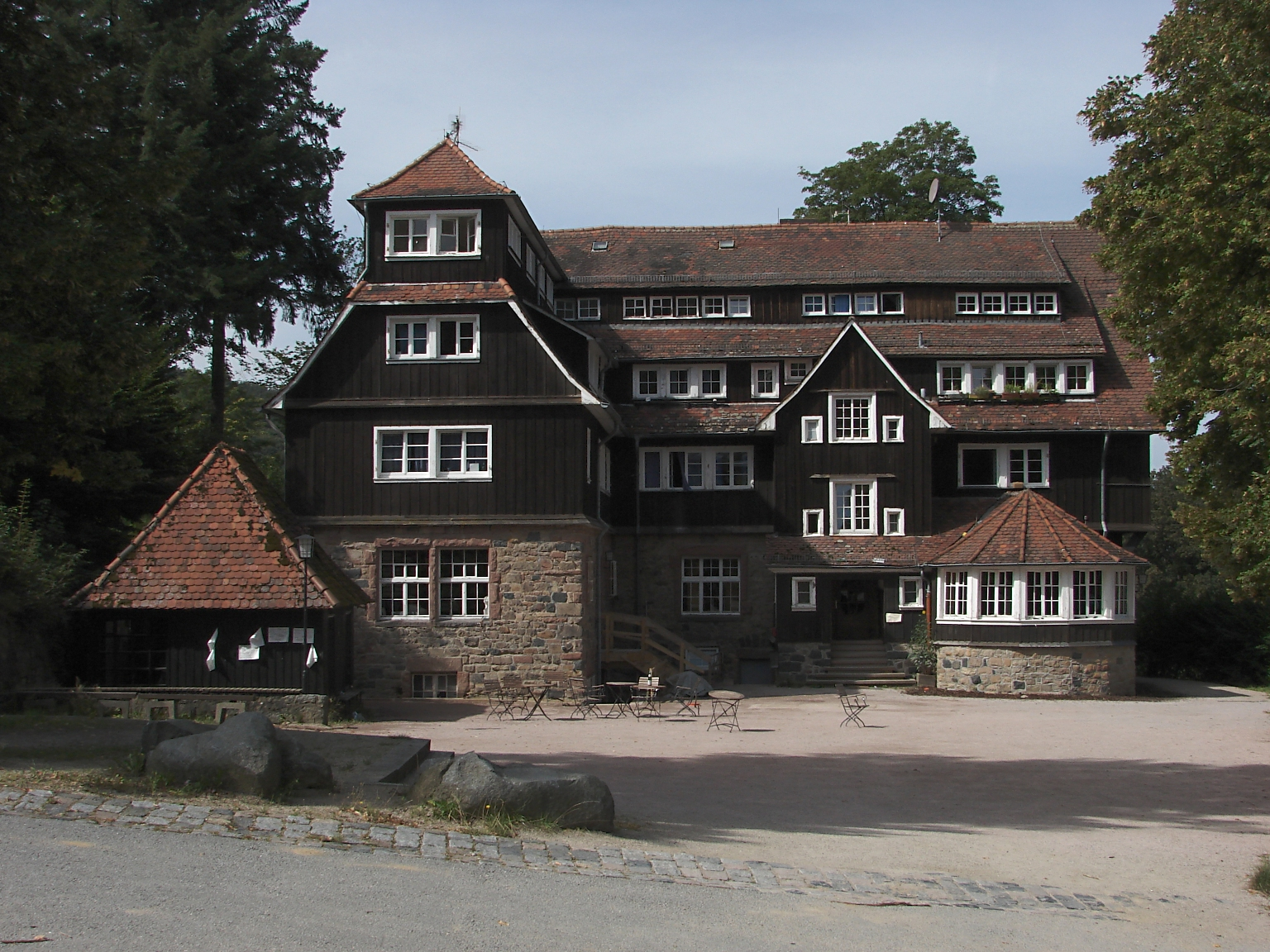
Școala Odenwald

Școala Odenwald (germană Odenwaldschule) din Heppenheim a fost întemeiată în anul 1910 de Paul și Edith Geheeb ca internat, după modelul pedagogului Hermann Lietz.

## Istoric
Școala Odenwald a apărut în timpul reformei pedagogice, mișcare care a avut loc la începutul secolului al XX-lea, și care propaga ideea de a introduce munca și o educație antiautoritară elevilor. Educația sportivă a elevilor avea loc cu băieți și fete împreună, ca nudiști. Prin anul 1920 școala era recunoscută pe plan internațional, având până în anul 1938 pedagogi din Anglia și SUA. 
În anul 1934, Paul și Edith Geheeb, împreună cu 25 de elevi, au emigrat în Elveția unde au întemeiat școala Ecole d’Humanité în Hasliberg, cantonul Berna. În anul 1939 școala Odenwald a fost transformată de naziști într-o școală de educare a tinerilor în spiritul naționalismului german.